# ФК Шкупи
ФК Шкупи је фудбалски клуб из Скопља у Северној Македонији, који се такмичи у Првој лиги. Своје утакмице игра на скопском стадиону Чаир капацитета 6.000 места.
Клуб је основан 2012. године, спајањем са ФК Албарса. Шкупи је заправо наследник ФК Слога Југомагнат, међутим Фудбалски савез Македоније га не признаје као званичног наследника Слоге Југомагнат. Већина навијача клуба су Албанци те је клуб добио име по албанском називу за Скопље. Освојили су македонско првенство у сезони 2021/22.

## Успеси
- Прва лига Македоније

- Првак (1) : 2021/22.

- Друга лига Македоније

- Првак (1) : 2014/15.

## ФК Шкупи у европским такмичењима
| Сезона  | Такмичење              | Рунда   | Противник        | Дом. | Гост | Укп. |
| ------- | ---------------------- | ------- | ---------------- | ---- | ---- | ---- |
| 2018/19 | Лига Европе            | 1. коло | Глазгов Ренџерс  | 0:0  | 0:2  | 0:2  |
| 2019/20 | Лига Европе            | 1. коло | Пјуник           | 1:2  | 3:3  | 4:5  |
| 2020/21 | Лига Европе            | 1. коло | Нефчи Баку       | Н/Д  | 1:2  | Н/Д  |
| 2021/22 | Лига конференције      | 1. коло | Љапи             | 2:0  | 1:1  | 3:1  |
| 2021/22 | Лига конференције      | 2. коло | Санта Клара      | 0:3  | 0:2  | 0:5  |
| 2022/23 | Лига шампиона          | 1. коло | Линколн Ред Импс | 3:0  | 0:2  | 3:2  |
| 2022/23 | Лига шампиона          | 2. коло | Динамо Загреб    | 0:1  | 2:2  | 2:3  |
| 2022/23 | Лига Европе            | 3. коло | Шамрок роверси   | 1:2  | 1:3  | 2:5  |
| 2022/23 | Лига конференције      | плеј оф | Баљкани          | 1:2  | 0:1  | 1:3  |
| 2023/24 | УЕФА Лига конференције | 1. коло | Хегелман         | 0:0  | 5:0  | 5:0  |
| 2023/24 | УЕФА Лига конференције | 2. коло | Левски Софија    | 0:2  | 0:1  | 0:3  |